# Etil-hidrazina
Etil-hidrazina ou etilidrazina, é o composto químico orgânico de fórmula C2H8N2, fórmula linear C2H5NHNH2 e massa molecular 60,1. É classificado com o número CAS 624-80-6, CBNumber CB8133863, EINECS 210-864-2 e Mol File 624-80-6.mol. Apresenta ponto de ebulição de 107,858 °C a 760 mmHg e ponto de fulgor de 15,742 °C.
Apresenta odor de amônia e higroscopicidade. Dissolve-se em água, etanol, éter etílico, clorofórmio e benzeno. É uma substância corrosiva, atacando borracha e cortiça.